# I Hate Myself and Want to Die
"I Hate Myself and Want to Die" is een nummer van de Amerikaanse grungeband Nirvana. Er werden 2 versies van het nummer uitgebracht. Het is de B-kant van Pennyroyal Tea.
Aanvankelijk wilde zanger Kurt Cobain het derde album van Nirvana I Hate Myself and Want to Die noemen.